# ایوجنیو گستری
ایوجنیو گستری (ایتالیایی: Eugenio Gestri; ۲۷ اکتبر ۱۹۰۵ – ۲ سپتامبر ۱۹۴۴) دوچرخه‌سوار اهل پادشاهی ایتالیا بود.
وی در مسابقات کشوری و بین‌المللی در مجموع برندهٔ ۱ مدال نقره شده‌است.